# Edward de Jongh
Edward de Jongh (Ambon (Nederlands-Indië), 1 november 1923 - Curaçao, 2007) was een Antilliaans schrijver en dichter. Hij werd in 1923 op Ambon geboren uit Antilliaanse ouders. Zijn ouders Gustave Miguel de Jongh en Adolfina Eulogia Juliao werden beide geboren op Curaçao en trouwden daar in 1921. In 1927 verhuisde het gezin naar Indonesië en in 1936 kwamen ze weer terug naar Curaçao. Edward had twee broers: Gustaaf de Jongh en Karel de Jongh.
De Jongh schreef zowel poëzie, proza als toneel en publiceerde werken in het Papiamentu, Nederlands en Engels. Zijn meest bekende werken zijn E dia di mas históriko (1970) over de opstand van 30 mei 1969 op Curaçao en De boog (1981). Hij publiceerde meerdere werken in eigen beheer onder de naam Joan Bartolomé.

### Vertalingen
- 1985 - Jonathan Livingston Meuchi (vertaling van Jonathan Livingston Seagull naar het Papiamentu)
- 1982 - E Prens Chiki (vertaling van Le Petit Prince naar het Papiamentu)